# Crush amoureux
Le crush amoureux, anglicisme, mot familier : « to have a crush on someone » : avoir un penchant pour, avoir un coup de cœur pour, avoir le béguin pour quelqu'un, en pincer pour quelqu'un, être entiché de quelqu'un, kiffer . C'est un terme familier pour désigner les sentiments amoureux, romantiques, ou une admiration vive et subite pour quelqu'un, le plus souvent éphémère ce qui le distingue du coup de foudre. Ces sentiments sont souvent ressentis par les jeunes gens, au cours de l'enfance et de l'adolescence mais aussi par les jeunes adultes,. Le terme peut être employé pour décrire un intérêt amoureux, au court, comme au long terme. Mais aussi : « Le crush, pour faire simple, ça serait une attirance pour quelqu’un qui a vocation à rester secrète. ».
Le terme peut être utilisé dans un sens péjoratif pour décrire des émotions peu profondes et transitoires, par rapport à d'autres formes d'amour comme l'amour romantique.

## Caractéristiques
Le crush est une expérience très répandue durant l’adolescence, il est très rare de ne pas l'avoir vécue, qui ne dure parfois que quelques heures. L'objet de l'attachement peut être un pair, mais le terme peut également être utilisé pour décrire la tendresse d'un enfant pour un adulte, par exemple les étudiants qui sont attirés par leurs enseignants, les parents de leurs amis, ou par des célébrités. En effet, certains considèrent que, « généralement, l'objet d'un tel engouement [le crush amoureux] est hautement idéalisé ; la personne a quelques années de plus, et c'est un enseignant, un ami de la famille, une actrice, ou une rock star » ; et généralement, le sujet est « très agité par l'émotion (ému), passe beaucoup de temps à rêvasser et a des désirs et des fantasmes à propos de la personne [qui lui a inspiré cet engouement]. Quand les gens éprouvent des désirs ou des fantasmes à propos de leur amour, ils peuvent rêver d'avoir leur premier baiser avec eux, ou peut-être de se marier avec, un jour ».
Toutefois, « le crush donne aux jeunes gens un nouveau sens de l'individualisme. Pour la première fois, ils aiment quelqu'un en dehors de leur famille ». D'autres mettent en garde, cependant, sur le fait que « le vieux dicton peut être vrai : Si vous vous mariez avec un crush amoureux (« puppy love »), vous aurez une vie de chien ».

## Culture populaire
Le chanteur canadien Paul Anka a sorti le single Puppy Love (crush amoureux) en 1960, atteignant la deuxième place dans le Billboard Hot 100, et la 33e place dans le UK singles charts. 
Le remake par Donny Osmond a culminé à la troisième place aux US, en 1972. 
Le premier single de la chanteuse de country Dolly Parton, sorti dans les années 1950, lorsqu'elle était enfant, avait également été appelé Puppy Love. 
La chanteuse américaine Barbara Lewis a sorti, en janvier 1964, une chanson intitulée Puppy Love. 
Le groupe de rock australien Front End Loader a sorti la chanson Puppy Love dans leur album éponyme de 1992. Bow Wow a sorti une chanson intitulée Puppy Love en janvier 2001. 
L'artiste américain de hip hop Brother Ali a également composé une chanson sur ce thème intitulée You Say (Puppy Love).
F. Scott Fitzgerald a écrit des histoires courtes « valorisant l'intuitivité du crush amoureux, par rapport à l'affection mature, raisonnée... [c'est] un mélange irréel, indésireux, d'extase et de paix ».
J. Cole a sorti un clip pour sa chanson Wet Dreamz issue de l'album 2014 Forest Hills Drive. Il évoque un crush d'université qu'il avait eu, où lui et son crush étaient tombés amoureux, et on découvre à la fin qu'ils n'avaient pas perdu leur virginité. Dans le clip musical, deux chiots (puppy love) illustrent cet amour par allégorie.

## Sources
- « Ce que le mot "crush" nous apprend de l'amour en 2020 », sur Le HuffPost, 14 février 2020 (consulté le 28 mars 2024)
- Christine Détrez, Oscar Banning, Sacha Barbier et Cécile Dossa, « Le crush : une nouvelle éducation sentimentale ? », Réseaux, vol. 242, no 6,‎ 2023, p. 51–88 (ISSN 0751-7971, DOI 10.3917/res.242.0051, lire en ligne, consulté le 28 mars 2024)
- « Ni « flirt », ni coup de cœur, ni fantasme : qu’est-ce que le « crush » ? », sur Le Point, 8 mars 2024 (consulté le 28 mars 2024)
- « Avez-vous déjà vécu un crush ? », sur France Inter, 20 mars 2024 (consulté le 28 mars 2024)
- Agnès Giard, « Le crush, ou l’art d’aimer en secret », sur Libération, 23 mars 2024 (consulté le 28 mars 2024)
- Bertrand Métayer et Clémence Kerdaffrec, « Drague chez les jeunes : mais au fait, c’est quoi un crush ? », sur Le Parisien, 26 mars 2024 (consulté le 28 mars 2024)